# Filmåret 1972

## Academy Awards, Oscar: (i urval)
| Kategori                  | Vinnare                                      |
| ------------------------- | -------------------------------------------- |
| Bästa film                | Gudfadern                                    |
| Bästa regi                | Bob Fosse (Cabaret)                          |
| Bästa manliga huvudroll   | Marlon Brando (Gudfadern) - mottog ej priset |
| Bästa kvinnliga huvudroll | Liza Minnelli (Cabaret)                      |
| Bästa manliga biroll      | Joel Grey (Cabaret)                          |
| Bästa kvinnliga biroll    | Eileen Heckart (Fri som fjärilen)            |
| Bästa utländska film      | Borgarklassens diskreta charm (Frankrike)    |

Se här för komplett lista

## Årets filmer

### A–G
- Aguirre – Guds vrede
- Allt du skulle vilja veta om sex, men varit för skraj att fråga om
- Au Pair Girls[1]
- AWOL – avhopparen
- Borgarklassens diskreta charm
- Bäddat för lusta
- Cabaret
- De bedragna
- Den sista färden
- En gång till, Sam
- Firmafesten
- Go’dag yxskaft?
- Gudfadern

### H–N
- Hundertwasser Regentag
- Italienaren (Der Italiener) av Ferry Radax
- Klara Lust
- Ludvig – rekviem för en jungfrukonung
- Mannen från andra sidan
- Mannen som slutade röka
- Min lättfotade 'moster'
- Nya hyss av Emil i Lönneberga[2]
- Nybyggarna

### O–U
- La prima notte di quiete
- Roma
- Sista tangon i Paris
- Smekmånad
- Solaris
- Strandhugg i somras
- Swedish Wildcats
- Ture Sventon, privatdetektiv

### V–Ö
- Vargens son
- Way of the Dragon
- Övergreppet

## Födda
- 4 januari – Rennie Mirro, amerikansk skådespelare och dansare.
- 11 januari – Amanda Peet, amerikansk skådespelare.
- 13 januari – Nicole Eggert, amerikansk skådespelare.
- 20 januari – Olle Sarri, svensk skådespelare.
- 22 januari – Gabriel Macht, amerikansk skådespelare.
- 16 februari – Sarah Clarke, amerikansk skådespelare.
- 17 februari – Denise Richards, amerikansk skådespelare.
- 20 februari – Aksel Morisse, svensk skådespelare.
- 2 mars – Daniel Möllberg, svensk regissör och manusförfattare.
- 3 mars – Henrik Norberg, svensk skådespelare.
- 5 mars – Gloria Tapia, svensk skådespelare.
- 8 mars – Joakim Gräns, svensk skådespelare.
- 10 mars – Marcus Olsson, svensk kortfilmsregissör och teaterregissör.
- 30 mars – Mili Avital, israelisk skådespelare.
- 3 april – Jennie Garth, amerikansk skådespelare.
- 17 april – Jennifer Garner, amerikansk skådespelare.
- 20 april
  - Carmen Electra, amerikansk fotomodell och skådespelare.
  - Jakob Stefansson, svensk skådespelare.
- 25 april – Sofia Helin, svensk skådespelare.
- 7 juni – Karl Urban, nyzeeländsk skådespelare.
- 23 juni – Selma Blair, amerikansk skådespelare.
- 27 juni – Kim Sulocki, svensk skådespelare.
- 28 juni – Alessandro Nivola, amerikansk skådespelare.
- 17 juli – Dan Håfström, svensk barnskådespelare.
- 28 juli – Elizabeth Berkley, amerikansk skådespelare.
- 31 juli – Tami Stronach, tysk skådespelare och dansare.
- 3 augusti – Brigid Walsh, amerikansk skådespelare.
- 4 augusti – Daniel Fransson, Svensk kyltekniker.
- 10 augusti – Inday Ba, brittisk skådespelare.
- 15 augusti – Ben Affleck, amerikansk skådespelare.
- 30 augusti
  - Cameron Diaz, amerikansk skådespelare och fotomodell.
  - Musse Hasselvall, svensk passare, elektriker och skådespelare.
- 28 september – Gwyneth Paltrow, amerikansk skådespelare.
- 14 oktober – Ken Vedsegaard, dansk skådespelare.
- 23 oktober – Yaba Holst, svensk skådespelare, regissör, producent och skribent.
- 1 november
  - Toni Collette, australisk skådespelare.
  - Jenny McCarthy, amerikansk fotomodell och skådespelare.
- 6 november – Thandie Newton, brittisk skådespelare.
- 9 november – Lasse Lindroth, svensk stand-up-komiker och skådespelare.
- 16 november
  - Missi Pyle, amerikansk skådespelare.
  - Nadja Weiss, svensk skådespelare.
- 19 december – Alyssa Milano, amerikansk skådespelare.
- 29 december – Jude Law, brittisk skådespelare.

## Avlidna
- 1 januari – Maurice Chevalier, 83, fransk sångare och skådespelare.
- 7 januari – André Numès Fils, 75, fransk skådespelare.
- 10 januari – Ernst Westerberg, 82, svensk filmfotograf.
- 13 februari – Ester Textorius, 88, svensk skådespelare.
- 14 februari – Gunnar Odelryd, 68, svensk rekvisitör, filmarkitekt, inspicient och producent.
- 8 mars – Robert Dinesen, 97, dansk regissör, producent och manusförfattare.
- 11 april – Alf Jörgensen, 58, svensk filmproducent, manusförfattare och sångtextförfattare.
- 21 april – Fritiof Billquist, 70, svensk skådespelare och författare.
- 1 maj – Artur Rolén, 77, svensk skådespelare, sångare och revyartist.
- 3 maj – Tor Wallén, 80, svensk skådespelare och korist.
- 11 maj – Eric Malmlöf, 83, svensk skådespelare.
- 13 maj – Dan Blocker, 43, amerikansk skådespelare.
- 15 maj – Maja Cederborgh, 86, svensk skådespelare.
- 28 maj
  - Anna Hammarén, 83, svensk skådespelare.
  - Hjalmar Lundholm, 83, svensk skådespelare.
- 15 juni – Bengt-Olof Granberg, 64, svensk skådespelare.
- 2 juli – Tord Stål, 65, svensk skådespelare.
- 7 juli – Elsa Textorius, 83, svensk skådespelare.
- 18 juli – Göran Gentele, 54, svensk skådespelare, regissör och manusförfattare.
- 29 juli – John Degerberg, 80, svensk skådespelare.
- 15 augusti – Sangrid Nerf, 40, svensk skådespelare.
- 29 augusti – Lale Andersen, 67, tysk skådespelare och sångare.
- 20 november – Ennio Flaiano, 62, italiensk författare, manusförfattare och journalist.
- 3 december – Calle Flygare, 65, svensk skådespelare, regissör och ledare för teaterskola.

### Fotnoter
1. ↑  ”Au Pair Girls”. Internet Movie Database. 25 februari 1972. http://www.imdb.com/title/tt0068235/releaseinfo. Läst 19 april 2012.
2. ↑  ”Astrid Lindgren”. http://www.astridlindgren.se/verken/filmerna/filmlista. Läst 21 mars 2011.